# Далеке (Новоукраїнський район)
Дале́ке — село в Україні, у Новоукраїнській міській територіальній громаді Новоукраїнського району Кіровоградської області.
Населення — 147 осіб.

## Населення
Згідно з переписом УРСР 1989 року чисельність наявного населення села становила 189 осіб, з яких 82 чоловіки та 107 жінок.
За переписом населення України 2001 року в селі мешкало 148 осіб.

### Мова
Розподіл населення за рідною мовою за даними перепису 2001 року:
| Мова       | Відсоток |
| ---------- | -------- |
| українська | 93,88 %  |
| молдовська | 4,76 %   |
| білоруська | 0,68 %   |
| російська  | 0,68 %   |